# 寒溪水

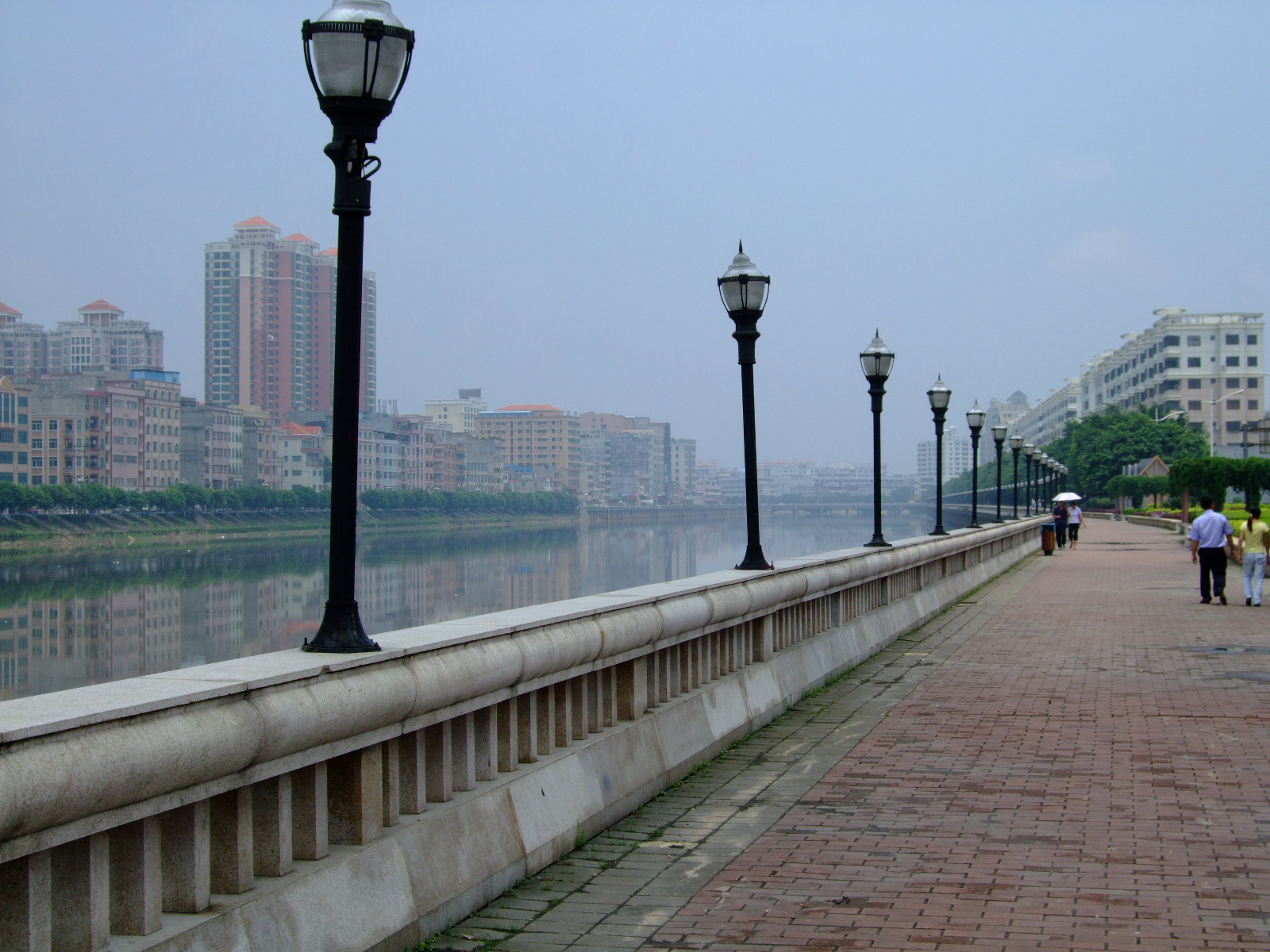
寒溪水常平镇河段。

寒溪水位于中国广东省东莞市境内，是东江的一条支流，上游称梅塘水，发源于黄江镇南部大屏嶂森林公园观音髻，蜿蜒向北流经黄牛埔水库，常平镇、横沥镇、东坑镇和茶山镇等地，于东城街道的峡口汇入东江南干流。河流长59千米，流域面积720平方千米，河道平均比降0.33‰。主要支流有松木山水、仁和水、东坑水、寮步水和黄沙河等。